# دوشان ماكافييف
دوشان ماكافييف (بالصربية: Душан Макавејев)؛ ، 13 أكتوبر 1932 - 5 يناير 2019) مخرج وكاتب سيناريو صربي، أحد رواد السينما اليوغوسلافية، ويعتبر من أكثر المخرجين جرأة وتطرفًا في السينما؛ الأمر الذي تسبب في زيادة النافرين منه بسبب الحساسية من هذا النوع، وأيضًا الكثير من المعجبين لأسلوبه في سينما الفيلم الفني، ويعتبر من أشهر المخرجين الصربيين ومن المقدرين جماهيريًا ونقديًا لدرجة معينة، رغم أنه لم يخرج سوى عشرة أفلام طويلة وبعض الأفلام القصيرة.

## وصلات خارجية
دوشان ماكافييف في قاعدة بيانات الأفلام على الإنترنت